# Nicarágua nos Jogos Olímpicos de Verão de 2024
Nicarágua participou dos Jogos Olímpicos de Verão de 2024, realizados em Paris, na França. Foi a 14.ª aparição do país nos Jogos Olímpicos de Verão desde a estreia na Cidade do México 1968.
Foi representado por sete atletas que competiram em seis esportes, mas nenhum conquistou medalhas.

## Competidores
Esta foi a participação por modalidade nesta edição:
| Esporte   | Masculino | Feminino | Total |
| --------- | --------- | -------- | ----- |
| Atletismo | 0         | 1        | 1     |
| Judô      | 0         | 1        | 1     |
| Natação   | 1         | 1        | 2     |
| Remo      | 0         | 1        | 1     |
| Surfe     | 0         | 1        | 1     |
| Tiro      | 0         | 1        | 1     |
| Total     | 1         | 6        | 7     |

## Desempenho

### Atletismo
- Q = Qualificado para a próxima fase
- q = Qualificado para a próxima fase como o perdedor mais rápido ou, em eventos de campo, pela posição sem atingir o alvo para qualificação
- N/A = Fase não aplicável para o evento
- Bye = Atleta não precisou disputar aquela fase

Feminino
Eventos de pista
| Atleta        | Evento | Preliminar | Preliminar | Baterias | Baterias | Semifinal   | Semifinal   | Final       | Final       | Ref.  |
| Atleta        | Evento | Tempo      | Pos.       | Tempo    | Pos.     | Tempo       | Pos.        | Tempo       | Pos.        | Ref.  |
| ------------- | ------ | ---------- | ---------- | -------- | -------- | ----------- | ----------- | ----------- | ----------- | ----- |
| María Carmona | 100 m  | 11.88      | 4 q        | 12.00    | 9        | Não avançou | Não avançou | Não avançou | Não avançou | [ 5 ] |

### Judô
Feminino
| Atleta          | Evento        | Primeira fase                 | Oitavas              | Quartas              | Semifinais           | Repescagem           | Final / DB           | Final / DB | Ref.  |
| Atleta          | Evento        | Adversário Resultado          | Adversário Resultado | Adversário Resultado | Adversário Resultado | Adversário Resultado | Adversário Resultado | Pos.       | Ref.  |
| --------------- | ------------- | ----------------------------- | -------------------- | -------------------- | -------------------- | -------------------- | -------------------- | ---------- | ----- |
| Izayana Marenco | Mais de 78 kg | CAN A Portuondo-Isasi V 10–00 | BRA B Souza D 00–10  | Não avançou          | Não avançou          | Não avançou          | Não avançou          | =9         | [ 6 ] |

### Natação
Masculino
| Atleta           | Evento          | Eliminatórias | Eliminatórias | Semifinal   | Semifinal   | Final       | Final       | Ref.  |
| Atleta           | Evento          | Tempo         | Pos.          | Tempo       | Pos.        | Tempo       | Pos.        | Ref.  |
| ---------------- | --------------- | ------------- | ------------- | ----------- | ----------- | ----------- | ----------- | ----- |
| Gerald Hernández | 200 m borboleta | 2:06.80       | 27            | Não avançou | Não avançou | Não avançou | Não avançou | [ 7 ] |

Feminino
| Atleta            | Evento          | Eliminatórias | Eliminatórias | Semifinal   | Semifinal   | Final       | Final       | Ref.  |
| Atleta            | Evento          | Tempo         | Pos.          | Tempo       | Pos.        | Tempo       | Pos.        | Ref.  |
| ----------------- | --------------- | ------------- | ------------- | ----------- | ----------- | ----------- | ----------- | ----- |
| María Schutzmeier | 100 m borboleta | 1:03.18       | 30            | Não avançou | Não avançou | Não avançou | Não avançou | [ 8 ] |

### Remo
Feminino
| Atleta            | Evento        | Baterias | Baterias | Repescagem | Repescagem | Quartas | Quartas | Semifinais | Semifinais | Final   | Final | Ref.  |
| Atleta            | Evento        | Tempo    | Pos.     | Tempo      | Pos.       | Tempo   | Pos.    | Tempo      | Pos.       | Tempo   | Pos.  | Ref.  |
| ----------------- | ------------- | -------- | -------- | ---------- | ---------- | ------- | ------- | ---------- | ---------- | ------- | ----- | ----- |
| Evidelia González | Skiff simples | 8:23.25  | 6 R      | 8:26.23    | 4 SE/F     | —       | —       | 8:43.78    | 3 FE       | 8:08.61 | 30    | [ 9 ] |

Legenda: FA = Final A (disputa de medalha); FB = Final B (sem disputa de medalha); FC = Final C (sem disputa de medalha); FD = Final D (sem disputa de medalha); FE = Final E (sem disputa de medalha); FF = Final F (sem disputa de medalha); SA/B = Semifinais A/B; SC/D = Semifinais C/D; SE/F = Semifinais E/F; QF = Quartas; R = Repescagem

### Surfe
Shortboard
| Atleta            | Evento   | Rodada 1 | Rodada 1 | Rodada 2                      | Rodada 3             | Quartas              | Semifinal            | Final / DB           | Final / DB  | Ref.   |
| Atleta            | Evento   | Total    | Pos.     | Adversário Resultado          | Adversário Resultado | Adversário Resultado | Adversário Resultado | Adversário Resultado | Pos.        | Ref.   |
| ----------------- | -------- | -------- | -------- | ----------------------------- | -------------------- | -------------------- | -------------------- | -------------------- | ----------- | ------ |
| Candelaria Resano | Feminino | 9.43     | 3 R2     | BRA T Weston-Webb D 3.30–9.50 | Não avançou          | Não avançou          | Não avançou          | Não avançou          | Não avançou | [ 10 ] |

### Tiro
Feminino
| Atleta             | Evento              | Qualificação | Qualificação | Final       | Final       | Ref.   |
| Atleta             | Evento              | Marca        | Pos.         | Marca       | Pos.        | Ref.   |
| ------------------ | ------------------- | ------------ | ------------ | ----------- | ----------- | ------ |
| Mariel López Pavón | Carabina de ar 10 m | 617.5        | 41           | Não avançou | Não avançou | [ 11 ] |